# Jerzy Wielowiejski
Jerzy Wielowiejski (ur. 29 marca 1922, zm. 27 września 2006) – polski historyk i archeolog, profesor doktor habilitowany, żołnierz Armii Krajowej.

## Życiorys
Pochodził z Dąbrowy Górniczej. W 1936 rodzina przeprowadziła się do Kielc, gdzie uczył się w Gimnazjum im. Stefana Żeromskiego. Gdy w 1939 wybuchła II wojna światowa, kontynuował naukę na tajnych kompletach. Od 1941 należał do Armii Krajowej (za co w 2001 został awansowany na stopień podporucznika Wojska Polskiego). W 1946 zdał maturę i przeniósł się do Wrocławia. W latach 1946–1950 studiował na Uniwersytecie Wrocławskim historię starożytną i archeologię (pod kierunkiem prof. Kazimierza Majewskiego). Od 1954 pracował w Instytucie Historii Kultury Materialnej Polskiej Akademii Nauk. W 1958 doktoryzował się na Uniwersytecie Warszawskim; kolokwium habilitacyjne złożył w 1967. W 1980 został mianowany profesorem nadzwyczajnym.
Specjalizował się w badaniu kontaktów państwa rzymskiego z ludami północnymi. Prowadził w Małopolsce badania archeologiczne osadnictwa z czasów rzymskich. Uczestniczył w projekcie Tabula Imperii Romani (mapa Cesarstwa Rzymskiego oraz ziem przyległych) i w opracowaniu importów rzymskich w Europie Środkowej. Był wiceprezesem oddziału warszawskiego Polskiego Towarzystwa Archeologicznego i Numizmatycznego, członkiem korespondentem Niemieckiego Instytutu Archeologicznego, autorem wielu artykułów w czasopismach polskich i zagranicznych.
Był żonaty z Heleną.

## Publikacje książkowe[3][5]
- Kontakty Noricum i Pannonii z ludami północnymi (1970)
- Życie codzienne na ziemiach polskich w czasach cesarstwa rzymskiego (1976)
- Główny szlak bursztynowy w czasach cesarstwa rzymskiego (1980)
- Na drogach i szlakach Rzymian (1984)